# Regionale raad van al-Batuf
De regionale raad van al-Batuf (Hebreeuws: מועצה אזורית אל-בטוף, Arabisch: البطوف) is een regionale raad die is gelegen in het district Noord. In 2003 bedroeg het bevolkingsaantal in dit gebied 5984 inwoners. De regionale raad ontleent zijn naam aan de Al-Batuf-vlakte, waarop het is gelegen. Onder de raad vallen vier nederzettingen.

## Nederzettingen
| - Hamaam - Roumana | - Roumat al-Hayyib - Uzeir |